# داک‌تالس
 ماجراهای داک یک مجموعه تلویزیونی انیمیشن آمریکایی است که توسط مت یانبرگ و فرانسیسکو آنگونس ساخته شده و توسط انیمیشن تلویزیونی دیزنی تولید شده‌است. این کارتون راه اندازی مجدد Ducktales 1987 است که زندگی اسکروج مک داک و خانواده اش را درگیر ماجراهای مختلف در سراسر دنیا و همچنین در شهر داستانی داکبورگ می‌کرد. خود راه اندازی مجدد بر روی عناصر جدیدتر و داستان‌های عمیق‌تر شخصیت متمرکز است، از جمله دخالت بیشتر دونالد داک.
این سریال برای اولین بار در ۱۲ اوت ۲۰۱۷ با یک قسمت آزمایشی ۴۴ دقیقه ای از دیزنی XD آغاز شد، قبل از اینکه فصل اول برای پخش از ۲۳ سپتامبر همان سال در دیزنی XD روشن شود؛ بین ماه مه ۲۰۱۸ تا سپتامبر ۲۰۱۹، این سریال با شروع قسمت ۱۰ و تمام فصل دوم، برای بقیه فصل اول به کانال دیزنی منتقل شد و سپس برای سومین فصل خود به دیزنی XD بازگشت. از زمان انتشار، این راه اندازی مجدد نظرات مثبتی را از منتقدان و مخاطبان و همچنین یک مجموعه کتاب کمیک و چندین قسمت آنلاین ایجاد کرده‌است. دیزنی اعلام کرد که این فصل ۳ آخرین فصل این سریال است

## داستان
اسکروج مک داک، همان‌طور که در سریال ظاهر می‌شوند. پس از سال‌ها ده به یکدیگر صحبت نمی‌کند، اردک دونالد reunites با عموی جدا خود اسکروج مکداک هنگامی که او را می‌پرسد به بچهداری سه برادرزاده سه‌گانه خود هوآی، دیویی و لویی برای روز. پسران برگرداند حس ادم خسیس و لئیم از ماجراجویی، و او دونالد و پسران را دعوت به در McDuck به مانور زندگی با او، همراه با خانه‌دار او خانم Beakley و نوه او وابسته به تار Vanderquack. اردک‌ها همراه با راننده اسکروژ و خلبان Launchpad McQuack، در حالی که با خائنانی مانند Flintheart Glomgold , Beagle Boys درگیر می‌شوند، به بسیاری از سفرهای جدید گنج‌یابی و ماجراهای جهانی می‌پردازند. و مارک بیک.
در فصل یک، دیویی و وبی برای یافتن حقیقت در مورد روابط پرتنش اسکروژ و دونالد و ناپدید شدن بدون دلیل مادر پسران و خواهر دوقلوی دونالد، دلا داک، تلاش کردند. جادوگر جادوگر ماجیکا دی اسپل برای تسهیل بازگشت خود، مخفیانه حوادث را دستکاری می‌کند و انتقام اسکروژ را می‌گیرد که او را به مدت ۱۵ سال در شماره یک سکه خود زندانی کرده‌است.
در فصل دو، اسکروژ و گلومگولد برای رسیدن به ثروتمندترین اردک جهان در پایان سال رقابت می‌کنند در حالی که لویی تلاش می‌کند تجارت چند میلیون دلاری خود را راه اندازی کند به امید این که قدم‌های اسکروژ را بپیماید. دلا پس از فرار از ماه و سازگاری با مادری تازه پیدا شده خود، با خانواده اش متحد می‌شود، غافل از اینکه مونلندرها قصد حمله به زمین را دارند.
در فصل سه، اردک‌ها مجله کاوشگر افسانه ای ایزابلا فینچ را کشف می‌کنند و جزئیات گنجینه‌ها و مصنوعات گمشده را با جزئیات شرح می‌دهند و برای پیدا کردن همه آنها یک لشکرکشی جهانی را آغاز می‌کنند. با این حال، سازمان جنایی FOWL برای از بین بردن اردک‌ها و بدست آوردن گنجینه‌ها نقشه می‌کشد.